# Río San Pedro (Aguascalientes)
El Río San Pedro es el principal río del estado de Aguascalientes, México. El río cruza la entidad de norte a sur, pasando por la capital. Mide aproximadamente 90 kilómetros y en el final del río se ubica la confluencia con el Río Santiago (Jalisco).

## Contaminación del río
Se demostró que la contaminación del río es bastante. Se tomaron muestras de agua de 50 sitios diferentes del río y se descubrieron bastantes elementos contaminantes de la tabla periódica. Se encontró aluminio, arsénico, cadmio, cromo, cobre, hierro, mercurio, manganeso, plomo y zinc en el río.
En todo el río hay partes de arsénico, el 50% de los contaminantes del río son de plomo y zinc,  el 25% de los contaminantes es cobre, el 13% de los contaminantes son de manganeso y cromo. 3 tomas de las 50 tomas mostraron contaminación por hierro y otras 3 tomas mostraron contaminación por mercurio.